# Diaethria hypera
Diaethria hypera är en fjärilsart som beskrevs av Charles Oberthür 1916. Diaethria hypera ingår i släktet Diaethria och familjen praktfjärilar. Inga underarter finns listade i Catalogue of Life.